# المعينة (صنعاء)

تعديل مصدري - تعديل

المعينه هي إحدى قرى الجمهورية اليمنية. تتبع جغرافيا لمحافظة صنعاء وإداريًا لمديرية الحصن. يبلغ تعداد سكانها 910 نسمة حسب الإحصاء الذي أجري عام 2004.